# Aconbury
Aconbury – wieś w Anglii, w hrabstwie Herefordshire. Leży 7 km na południe od miasta Hereford i 186 km na zachód od Londynu.